# ボートレースコロシアム
ボートレースコロシアムは、びわこ競艇場が配信する、出演者が主に回収率を中心に争うYouTube番組である。2020年8月8日から生放送を開始した。

## 概要
- 番組開始以降、出演者同士の1対1、あるいはコンビや3人のチーム戦で行われ、回収率や回収額（払戻金）、的中率、さらにはポイント制などを用いて競う。
- 優勝者には賞金（100万円や50万円、20万円など）や賞品（近江牛A5ランク）が贈られる大会もあるが、中には名誉のみ（賞金や賞品がなし）という大会もある。
- 司会進行は、ボートレースYouTuber「シトとエドセポネのニューウェーブ」のシトがメインとして行われる。ただスケジュールによっては「シトとエドセポネのニューウェーブ」のエドセポネ、パチンコ・パチスロ出演者ナカキン、お笑い芸人いけ団地、ボートライター三吉功明、グラビアアイドルななせ結衣、おかぺん（元ボートレーサー岡悠平）、濱野智紗都などが担当する。
- １節間ごと、あるいは開催日に視聴者プレゼントがあり、放送中に発表されるキーワードとともに申し込むと、抽選でオリジナルグッズなどが当選する。
- 放送内では、日刊スポーツ（田中大樹）直前予想、新加速タイム（三吉功明・考案）、びわこボートAI予想も発表される。
- ボートレースびわこ場内（1Fイベントステージ、あるいは3Fの1M側。現地来場者が観戦可能）、都内某所のスタジオ（事前応募の当選者のみ入場可能）にて、公開配信が行われることもある。

## 大会

### 過去の大会
※連荘オールイン！など、コロシアムと別の企画は除く
- ボートレースコロシアム（2020年8月8日～9月30日）

　優勝：マリブ鈴木
- ボートレースコロシアム 3on3（2020年10月4日～11月26日）

　優勝：ルーキーズチーム（まりも、マリブ鈴木、ジャスティン翔）
- ボートレースコロシアム 200万円放出祭（2020年12月1日～2021年1月23日）

　回収額1位：かおりっきぃ☆
- レディースチャンピオン決定戦（2021年1月27日～2月1日）

　優勝：みさお
- ボートレースコロシアム 3on3 SEASON2（2021年2月22日～3月25日）

　優勝：ビッグマネーチーム（鬼Ｄイッチー、松本バッチ、いけ団地）
- ボートレースコロシアム ～回収率1位は誰だ！～（2021年4月4日～11月26日）

　優勝：三吉功明
- ボートレースコロシアムTAG（2021年12月2日～2022年1月8日）

　優勝：One for all All for one（ナカキン、ジャスティン翔）
- 一撃王決定戦【新春フネデミー賞】（2022年2月12日～3月24日）

　一撃王：東城りお
- ボートレースコロシアム 3on3 SEASON3（2022年4月15日～5月26日）

　優勝：KAO-Re-OKA（かおりっきぃ☆、東城りお、神田莉緒香）
- 祝2周年記念放出祭（2022年6月8日～2022年7月27日）

　払戻額1位：松本バッチ
- ボートレースコロシアム 2022（予選：2022年8月1日～9月22日　決勝：2022年12月8日～12月29日）

　優勝：三吉功明
- ボートレースコロシアムTAG Season2（2023年1月4日～2023年2月8日）

　優勝：100円ライター（三吉功明、渕上知（日刊スポーツ新聞社））
- 一撃王決定戦【新春フネデミー賞】（2023年2月12日～3月25日）[14]

　一撃王：東城りお
- ボートレースコロシアム 3on3 SEASON4（2023年4月3日～6月2日）

　優勝：KAO-Re-OKA（かおりっきぃ☆、東城りお、神田莉緒香）
- ボートレースコロシアムDATA 極限予想（2024年3月1日～3月28日）

　優勝：シト（シトとエドセポネのニューウェーブ）
- ボートレースコロシアムDATA 極限予想 SEASON2（2024年4月23日～5月26日）

　優勝：三吉功明
- ボートレースコロシアムpresents OH!MIX! ～びわこで天下を取りにいく～（2024年5月30日～11月28日）[19]

　優勝：かおりっきぃ☆
- ボートレースコロシアムDATA 極限予想 SEASON3（2024年6月16日～25年3月2日）[19]

　優勝：大（グランジ）
- ボートレースコロシアムTAG SEASON3（2024年7月27日～10月20日）[19]

　優勝：アルマンド（ナカキン、ジャスティン翔）
- ボートレースコロシアム 3on3 SEASON5（2024年11月16日～2025年2月21日）[19]

　優勝：チーム有識者（おかぺん（岡悠平）、シト、渕上知（日刊スポーツ））

### 現在行われている大会
- ボートレースコロシアムDATA 極限予想 SEASON4（2025年5月1日～7月13日予定）

### 優勝回数
- 4回：かおりっきぃ☆、三吉功明、東城りお
- 3回：ジャスティン翔
- 2回：マリブ鈴木、松本バッチ、ナカキン、神田莉緒香、渕上知、シト
- 1回：まりも、みさお、鬼Ｄイッチー、いけ団地、大（グランジ）、おかぺん（岡悠平）

※チーム優勝も個人の優勝回数として計算

### 出演者
- シト（シトとエドセポネのニューウェーブ）
- エドセポネ（シトとエドセポネのニューウェーブ）
- かおりっきぃ☆
- まりも
- ジャスティン翔
- 鈴虫君
- オモダミンＣ
- 鬼Ｄイッチー
- くり
- ちゅうさん
- 松本バッチ
- マリブ鈴木
- ナカキン
- みさお
- ういち（ボートレースコロシアム・ラスボス）
- 大（グランジ）
- チルト50
- 篠田ゆう
- 三吉功明
- シュガーの宝船
- 嶋村瞳
- 渕上知（日刊スポーツ）
- 平井佳織
- 神田莉緒香
- いけ団地
- 工藤浩伸（日刊スポーツ）
- 内山信二
- 福田恵悟（LLR)
- シーサ。
- すーなか
- 土屋幸宏（元ボートレーサー、マンスリーBOAT RACE編集長）
- ゆう坊
- ヒラヤマン
- 春風亭一蔵
- 星野あゆみ
- 七瀬静香
- 今村豊（元ボートレーサー、ボートレースコロシアム ～回収率1位は誰だ！～・ラスボス）
- 東城りお（日本プロ麻雀連盟）
- 佐藤哲三（元JRA騎手）
- 飯田佳江（元ボートレーサー）
- 松本吉弘（日本プロ麻雀協会、Mリーグ・渋谷ABEMAS）
- ななせ結衣
- 中川おさむ（モッツァレラ気分）
- 仁科貴
- 多井隆晴（RMU、Mリーグ・渋谷ABEMAS）
- 勝俣瞬馬（DDTプロレスリング）
- 小嶋斗偉（現To-y　DDTプロレスリング）
- ショウタク
- 福本愛莉
- 岡悠平（元ボートレーサー）
- 拓（ダイタク）
- 大（ダイタク）
- 白河雪菜
- 駒田京伽
- 岡島彩花
- 石井誠司（東京中日スポーツ）
- 石川ことみ
- 和泉由希子（日本プロ麻雀連盟）
- 濱野智紗都
- 白銀紗希（日本プロ麻雀連盟）
- 田村侑久（BOYS AND MEN）
- 有宗高志（キンボシ）
- サトシ
- BIG THE baby
- 白鳥翔（日本プロ麻雀連盟、Mリーグ・渋谷ABEMAS）